# Лаврангас, Дионисиос
Дионисиос Лаврангас (греч. Διονύσιος Λαυράγκας; 17 октября 1860, Аргостолион — 18 июля 1941) — греческий композитор, дирижёр и музыкальный педагог. Один из поздних представителей ионической школы.

## Биография и творческий путь
В детстве получил огромное впечатление от гастролей на своих родных островах итальянских оперных трупп и начал заниматься музыкой. Игре на скрипке учился у некого Надзаро или Ладзаро Серао, а на гармони — у Оливьеро и Дзаниса-Метаксаса. Продолжил обучение в Неаполе (с 1878 или с 1882 года) — сначала частным образом, затем в консерватории Сан-Петро в Маэлла. Там он брал уроки по фортепиано, гармони, контрапункту и композиции. Примерно в 1885 г. уехал в Париж; около трех месяцев учился у Лео Делиба, а затем у Жюля Массне, Теодора Дюбуа (гармонь) и Сезара Франка (орган). Во время учёбы иногда приезжал на родную Кефалинию и там дирижировал, даже основал хор (1889), а закончив обучение, связал свою судьбу с французской путешествующей оперой. Был и дирижёром, и скрипачом, и пианистом; гастролировал; работал оперным дирижёром в Турине и Венеции. В 1890 году в Неаполе была представлена его первая опера «Elda di Vorn», написанная примерно в 1886 году. Тогда же он написал и две итальянские оперы, «Galatea» («Галатея», около 1887) и «La vita è un sogno» («Жизнь — это сон», 1891, по знаменитой пьесе Кальдерона). Эти его произведения не сохранились, кроме (частично) оперы «Жизнь — это сон»: её последний акт композитор переделал на одноактную оперу «Колдунья» («Μάγισσα»), поставленную в Афинах 8 октября 1901, а в 1939 была выполнена сюита из музыки оперы «Жизнь — это сон».
Наконец Лаврангас вернулся в Грецию (1894), поселился в Афинах и возглавил Филармоническое общество. В 1896 году на торжествах I Олимпийских игр было выполнено его большое произведение для солистов, хора и оркестра «Пятиборье» («Πένταθλον»). Затем, вместе с дирижёром Лудовикосом Спинеллисом он основал бродячую оперную труппу (Ελληνικό Μελόδραμα), которая начала деятельность в 1900 г. спектаклем «Богема» Джакомо Пуччини. С 1899 по 1935 год он самоотверженно работал в этой труппе, выполняя функции интенданта, дирижера, режиссёра, за это время было поставлено 13 греческих и 38 итальянских и других зарубежных опер. Труппа пела и в Афинах, и в провинциальной Греции, и за рубежом (Стамбул, Одесса, города Румынии, Смирна, Александрия, Каир и др.). Труд Лаврангаса с этим коллективом очень способствовал становлению национальной оперы в Греции.
Лаврангас был среди первых греческих композиторов, которые всерьез обратились к чисто инструментальной музыке: по крайней мере его первая оркестровая сюита была опубликована ещё до 1904 года (вторая — в 1923). Для оркестра написаны также его «Религиозные впечатления» (1920) и Восточная (или Греческая) увертюра, Наваррская хота т.д. Он широко использовал греческие народные мотивы в своих произведениях, но их яркая инструментальность, которая несколько компенсировала несложность гармонии и разработки, была преимущественно заимствованием у таких французских мастеров, как Жорж Бизе и Делиб. Композитор хорошо усвоил (и во время обучения, и во время юношеских странствий-гастролей) приемы не только французской, но и итальянской оперной музыки, как в мелодичном аспекте, так и в чисто драматургическом: влияние Пуччини исследователи наблюдают в сцене самосожжения в его лучшей опере «Дидона» («Διδώ», 1909), а его поздняя комедия «Факанапас» («Φακανάπας», 1935, представлена посмертно в 1950) обозначена чертами Джоаккино Россини.
Он также отдал должное жанру оперетты и является автором музыки к первому греческому звуковому фильму «Ο αγαπητικός τής βοσκόπουλας» («Любовник чередничикы», премьера в Афинах 25 января 1932).
Как музыкальный педагог Лаврангас преподавал в Афинской консерватории (фортепиано, гармонию и хоровое пение) и в Пирейской (1905—1910); возглавлял в Греческой консерватории оперную студию (1919—1924), а в Национальной консерватории преподавал сольфеджио и чтение с листа (1926—1934). Среди учеников — Андреас Незеритис. Он опубликовал учебник по игре на гармони (1903), пособие по чтению партитур (1912) и справочник по музыкальному искусству (1937); примерно с 1900 года заведовал музыкальным отделом издательства «Фексис», печатался в периодических изданиях (музыкальная критика), а также является автором уже упоминавшихся мемуаров («Τ'απομνημονεύματα μου», 1937 или 1940); целом же относился к своим рукописям небрежно, оставлял их где попало, и многие из них потерялись, а некоторые, видимо, погибли во время землетрясения на Ионических островах в 1953 г.
Лаврангаса считают одним из создателей современного греческого музыкального стиля (особенно отмечается его роль в становлении национальной оперы; в области собственно композиции он несколько уступает Каломирису). Многолетняя исполнительская, творческая, административная и педагогическая деятельность Лаврангаса очень помогла развитию греческого музыкального искусства, созданию отечественного репертуара, подготовке музыкальных кадров и вообще возникновению плотной атмосферы музыкальной жизни в стране. Он был награждён Золотым крестом ордена Георга I (см. el:Τάγμα του Γεωργίου Α') и Национальной премией в области искусств и литературы (1919), но умер одиноким и забытым.

## Другие произведения
- Два брата (Δύο αδέλφια), опера (Афины, премьера 22 июля 1900).
- Чёрная бабочка (Μαύρη πεταλούδα), опера (Афины, 1928).
- Сказка (Ένα παραμύθι), комическая опера (1930).
- Спаситель (Λυτρωτής), опера (Керкира, 1935).
- Ночь в Севилье, балет (1933).
- Персефона, балет (1936).
- Белая волос (Άσπρη τρίχα), оперетта (Афины, 1915).
- Двойной огонь (Διπλή φωτιά), оперетта (Афины, 1918).
- Sporting club, оперетта (язык греческий, но с английским названием; Афины, 1919).
- Σατωρέ (вспять прочитанное слово έρωτας, любовь), оперетта (Афины, 1927).
- Певица казино (Τραγουδιστής του καζίνου), оперетта (Афины, премьера 7 июля 1934).
- Торжественная месса (для хора и оркестра; 1931).
- Византийская месса (для хора a capella; 1938).

Также фортепианные, скрипичные и другие инструментальные и ансамблевые сочинения, хоры, песни.